# 小裂籽雀
小裂籽雀（学名：Pyrenestes minor），是梅花雀科裂籽雀属的一种，分布于马拉维、津巴布韦、坦桑尼亚和莫桑比克。全球活动范围约为414,000平方千米。该物种的保护状况被评为无危。
其种加词“minor”意为“较小的”。
小裂籽雀的栖息地包括亚热带或热带的湿润低地林、亚热带或热带的旱林、亚热带或热带的（低地）季节性湿润草原、亚热带或热带的（低地）湿润疏灌丛和河流、溪流。